# Хань Банцин
Хань Банцин (*韩邦庆, 1856—1894) — китайський прозаїк та журналіст часів династії Цін.

## Життєпис
Народився на території сучасного Шанхаю. Здобув класичну освіту. Згодом перебрався з батьком до Пекіну. Втім, після декількох невдалих спроб скласти імператорський іспит повернувся до Шанхаю. Тут починає працювати в газеті «Шеньюао». Водночас активно займається літературною діяльністю. Після цього відмовився від наміру перейти на державну службу, займався здебільшого літературою. Помер у 1894 році.

## Творчість
Автор роману «Життєписи квітів на морі», який друкувався спочатку главами, а потім виданий у декількох серіях (1892—1894). У центрі роману — історія Чжао Пучжая, молодої людини з добропорядної родини, який приїхав до Шанхаю в надії відкрити свою справу і стати опорою родини. Він виявляється втягнутим у непривабливі історії і нестримно скочується на дно. Сестра Пучжая на ім'я Ербао разом з матір'ю потрапляє в Шанхай і дізнається, що брат днює і ночує в домах розпусти. Вона обурюється жінками, які торгують собою. Але через якийсь час у силу обставин Ербао сама опиняється в домі розпусти й розуміє соціальні причини, що штовхають нещасних жінок на шлях пороку.
У «Життєписах квітів на морі» Хань Банцин зробив крок уперед порівняно зі своїми попередниками за жанром. Він краще розумів завдання й можливості прози, покликаної зафіксувати «суперечливість людського характеру» і його розвиток. Автор намагався заглянути в душі своїх героїв і, пояснюючи мотиви їхніх вчинків, враховував не тільки зовнішні обставини, але іноді і внутрішню, духовну еволюцію персонажів, розвиток характерів.